# Žveplov diklorid
Žveplov klorid je kemična spojina formule SCl2. Ta tekočina češnjo-rdeča barve je naj preprosta spojina žveplovega klorida in tudi ena izmed najbolj pogostih.Uporablja se kot predhodnik spojine organskega žvepla.

## Kloniranje žvepla
SCl2 nastaja s kloniranjem elementarnega žvepla ali dižveplovega diklorida. Proces poteka po naslednjih korakih:
S8  +  4 Cl2  →  4 S2Cl2; ΔH = −58.2 kJ/mol
S2Cl2  + Cl2  →  2 SCl2; ΔH = −40.6 kJ/mol
Pri dodatku Cl2 k S2Cl2 nastane s pomočjo valence vmesni Cl3S-SCl. Po dodatnem kloriranju s SCl2 nastane SCl4, ki je nestabilna pri sobni temperature. Torej verjetno obstaja SxCl2, kjer je x > 2.
Dižveplov diklorid S2Cl2 je kemična spojina in je najbolj pogosta nečistoča v SCl2. Ločevanje SCl2 od S2Cl2 poteka z destilacijo PCl3 azeotropne čistosti (99 %).

## Uporaba SCl2v kemijskih sintezah
- SCl2 se uporablja v organskih sintezah. Dodaja se alkenom, kjer nastane klorid substituiranih tioetrov.

SCl2 je predhodnik tudi več anorganskim žveplovim spojin. Zdravljenje s fuoridovo soljo daje SF4. Pri reakciji z amoniakom nastanejo žveplovi nitridi S4N4. Z H2S, SCl2 reagira
v S3H2.

## Varno delo z SCl2
SCl2 hidrolizira s sproščanjem HCl. Stari vzorci vsebujejo sledi Cl2.